# Lucrecia de León
Lucrecia de León fue una dama de la corte de Felipe II, que protagonizó el más importante y documentado caso de profecías en la historia de España. En él estuvieron involucrados la mayoría de los personajes relevantes de la corte.

## Antecedentes familiares
Lucrecia de León nace en Madrid en el año 1567, de origen plebeyo, hija de un mercader. Como era normal en el siglo XVI su educación estuvo centrada en la religión y la preparación al matrimonio, por lo que era analfabeta, a pesar de tener una inteligencia y cultura fuera de lo normal. En plena pubertad entró a formar parte del servicio de una dama de la Corte y conoció a Felipe II y al futuro Felipe III. 

## Los sueños
A partir de este momento empieza tener una serie de sueños proféticos que su padre intenta ocultar por miedo a la Inquisición, pero ella comenzó a relatarlos a todo aquel dispuesto a pagar por ello. Enterado Don Alonso de Mendoza, un canónigo de la catedral de Toledo con influencias en la corte y contrario a los Austrias, que era el confesor de la dama a la que servía, le ofreció su protección. Entre 1587 y 1591 anotó, con ayuda de fray Lucas de Allende, todas y cada una de sus predicciones (en las que se anunciaba la destrucción de España y de la Iglesia católica) y comenzó a difundirlas interpretándolas de acuerdo a sus conveniencias, en contra de la política real. Estas opiniones contrarias al gobierno tuvieron mucho éxito, llegando a ser conocida entre personajes de importancia política del momento. 
Al acertar en una de sus profecías la derrota de la Armada Invencible en Inglaterra, la fama de Lucrecia crece entre las más altas personalidades.

## La Nueva Restauración

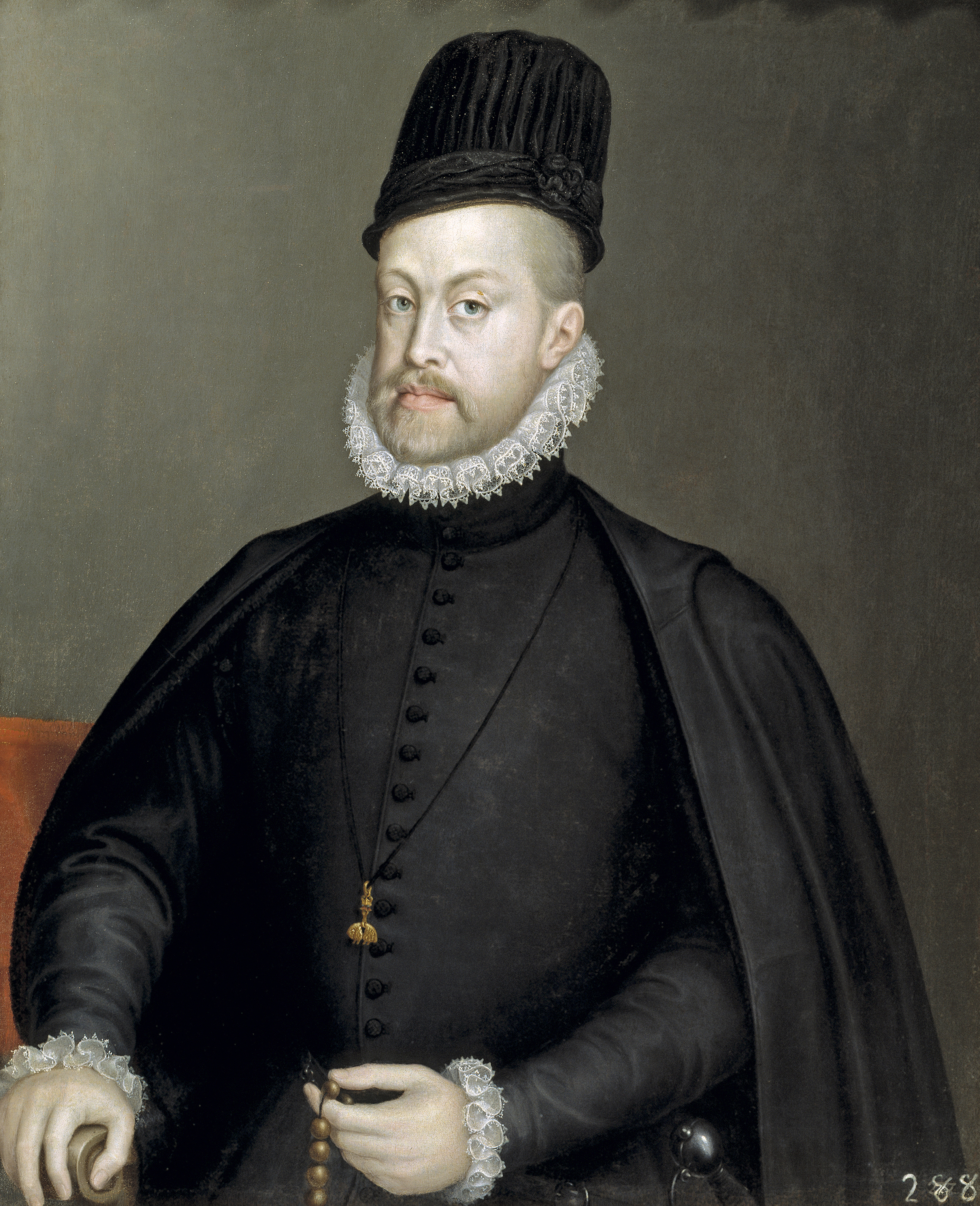
Felipe II.

Pero la situación se agrava al comparar a Felipe II con el rey visigodo Don Rodrigo y su derrota frente a los musulmanes, prediciendo la vuelta de estos en agosto de 1588, salvándose aquellos que estuvieran en el interior de la murallas de Toledo y los que estuvieran refugiados en la Cueva Sopeña. 

...Según ella los herejes protestantes entrarían en España por el norte; los turcos por el sur y los ingleses por Portugal. A todo esto, los moriscos, quinta columna de los invasores, se sublevarían desde dentro, facilitando las invasiones. El resultado sería la ruina total, entre sangre y fuego, de toda España. El rey, tras varias batallas en las que sería derrotado, huiría a Toledo y en la Imperial Ciudad moriría. La rama española de los Habsburgo desaparecería y sería sustituida por otra nueva, encabezada por Miguel de Piedrola, descendiente de los antiguos reyes de Navarra..

Se forma entonces la Congregación de la Nueva Restauración, con miembros tan conocidos como Juan de Herrera, arquitecto autor del Monasterio de El Escorial entre otras obras.
El hermano de fray Lucas, Cristóbal de Allende, se encarga de acondicionar la Cueva, y es nombrado lugarteniente del nuevo rey. Era el propietario de las tierras donde se encontraba La Sopeña, y se convirtió en el tesorero de las aportaciones de los miembros de la Congregación. Herrera diseñó la reformas que deberían realizarse para adecuar la Cueva. 
Cuando la visión no se cumplió, la Congregación no se desanimó, creyendo que sería un error en la fecha, y animados por la derrota de la Invencible el mes anterior.

## El juicio y su desenlace
Con los sueños acerca del mismo rey, donde realmente se le acusaba de codicia y falto de fe, saltan las alarmas del sector más cercano al monarca, donde se acusa a Lucrecia de servir de apoyo a  Antonio Pérez. La fuga de éste fue determinante para acusar a Lucrecia, acción a la que se dedicó con ahínco Chávez, el confesor del rey. 
Por un lado, los beneficios económicos percibidos por sus protectores llevan a la madre de la vidente a apoyar a su hija, y por otro lado, es posible que la misma argumentación de Lucrecia, en la que defendía que ella no tenía capacidad para interpretarlos, llevaron a hacerlas creer que estaban a salvo de posibles castigos, con lo que continuó con sus predicciones en contra de la opinión de su padre. Don Alonso de Mendoza y el resto de los transcriptores son detenidos en 1590. 
La Inquisición abre un proceso en su contra, acusándola de varios delitos contra la fe y el rey. 

… ha atestiguado ya tener visiones en ciertos sueños que demanda haber soñado y que fueron transcritas. Los dichos sueños contienen muchos errores y herejías, muchas falsedades y mentiras perniciosas, cismáticas y escandalosas, muchos testimonios falsos y observaciones blasfemas sobre los santos mencionados en ellos. Los sueños dichos y las profecías falsas procuraron deshonra al rey nuestra majestad y a sus ministros y gobierno, y anunciaron muertes desafortunadas y sucesos infames junto con la extinción total de la progenie del rey en un futuro próximo. …

Las irregularidades llegan al punto en que el mismo responsable del juicio, al intentar absolverla, tiene que dimitir. Con la negativa a retractarse del contenido de ninguno de sus sueños a pesar del tormento recibido, solamente quedaba para ella el resquicio de sospecha de hasta qué punto los transcriptores de estos habían incrementado o dirigido sus contenidos políticos. En la cárcel Lucrecia tendrá una hija de Diego de Vitores Texeda, con quien se había prometido algunos meses antes de su detención.  
En el auto de fe que se celebró al final del proceso, Lucrecia lucía un sambenito y una cuerda alrededor del cuello, y portaba una vela encendida. Encontrada culpable de blasfemia, sedición, falsedad, sacrilegio y de pacto con el diablo, la sentencia se quedó simplemente en cien azotes, destierro de Madrid y dos años de reclusión en una casa religiosa, gracias a sus fuertes apoyos de una parte de la Corte. Por ausencia del verdugo, los azotes se pospusieron una semana. Sólo hubo una institución religiosa dispuesta a acogerla con su hija, aunque debía pagar la manutención y alojamiento de ambas: el hospital San Lázaro de Toledo, habitado por mendigos y personas con afecciones contagiosas. Consiguió después pasar al de San Juan Bautista, donde no existía el riesgo de contagios. 
En 1595 Lucrecia de León queda libre, para descubrir que su propia familia le ha abandonado, y encontrarse sola y con una hija. Para más misterio a partir de este momento desaparece de la historia sin dejar rastro.

## Discusión e importancia
La discusión de los distintos investigadores de este caso se ha movido desde la veracidad o no de los sueños, sus interpretaciones psicológicas, hasta la capacidad real de entendimiento de la misma Lucrecia, o su instrumentalización política por uno de los sectores cortesanos. 
Independientemente de esto, resulta un caso realmente significativo para conocer distintas facetas políticas, religiosas y sociales de la sociedad de la época; los entresijos de la Corte, el "modus operandi" del Santo Oficio y la situación social de la mujer. En definitiva una mezcla de historia social, política, religiosa y de las mentalidades del siglo XVI gracias a la completísima documentación existente.

## Cueva Sopeña
En el Archivo Histórico Provincial de Toledo, donde se encuentran los protocolos notariales de la época, no aparece los documentos de la heredad de Cristóbal de Allende. Tampoco en el Archivo Diocesano de Toledo se guarda la concesión del permiso dado a fray Lucas Allende para poder decir allí misa, permiso que había solicitado en 1577, levantando un humilladero (ermita), 11 años antes de las visiones; En la documentación inquisitorial tampoco hay más que vagas referencias a su localización.
Se sabe que Felipe II visitó la cueva en unos de sus viajes entre Madrid y Toledo, lo que hace creeer que esté cerca del camino real, y probablemente en el término municipal de Villarrubia de Santiago, donde la familia Allende tenía diversas propiedades.